# كيمبريدجشير الجنوبية (دائرة انتخابية في المملكة المتحدة)
كيمبريدجشير الجنوبية (بالإنجليزية: South Cambridgeshire)‏ هي إحدى الدوائر الانتخابية في المملكة المتحدة الممثلة في مجلس العموم في برلمان المملكة المتحدة.
عضو البرلمان الذي يمثلها حالياً هو :Mr Andrew Lansley (Con).